# 알리 코퍼레이션
알리 코퍼레이션(ALi Corporation, Acer Laboratories Incorporated 또는 Acer Labs Inc., 또는 간단히 ALi)은 임베디드 시스템 집적 회로의 주요 설계업체이자 제조업체이며 이전에는 개인용 컴퓨터 집적 회로 제조업체였다. 대만에 본사를 두고 있으며 에이서 그룹의 자회사이다.
이 회사는 1987년에 설립되었으며 사장은 테디 루(Teddy Lu)이다. 개인용 컴퓨터 집적 회로 사업을 포함한 알리의 일부는 2003년 6월 ULi Electronics Inc.로 분사되었다. ULi는 2006년 엔비디아에 5,200만 달러에 인수되었다.

## 같이 보기
- AMD 칩셋 목록
- 인텔 칩셋 목록
- 엔비디아 엔포스 칩셋 비교
- 비아 칩셋